# Rivière Kovik
Rivière Kovik är ett vattendrag i Kanada.   Det ligger i provinsen Québec, i den östra delen av landet, 1 800 km norr om huvudstaden Ottawa. Rivière Kovik ligger vid sjön Lac Qamanialuk Tulliq.
Trakten runt Rivière Kovik består i huvudsak av gräsmarker. Trakten runt Rivière Kovik är nära nog obefolkad, med mindre än två invånare per kvadratkilometer.